# Malpighiales
Malpighiales Juss. ex Bercht. & J. Presl, 1820 è un ordine di piante angiosperme dicotiledoni definito in base a criteri filogenetici.
È un ordine non contemplato nella classificazione del Sistema Cronquist ed è stato introdotto dalla Classificazione APG II.
La monofilia di quest'ordine è supportata solo da dati molecolari in quanto quelli morfologici sono molto eterogenei.

## Tassonomia
È un ordine molto ampio che secondo la classificazione APG IV raggruppa 36 famiglie e oltre 13 000 specie.
*= famiglia non presente o ridisegnata rispetto alla classificazione APG III (2009).
- Pandaceae Engl. & Gilg
- Irvingiaceae Exell & Mendonça * (include Allantospermum)
- Ctenolophonaceae Exell & Mendonça
- Rhizophoraceae Pers.
- Erythroxylaceae Kunth
- Ochnaceae DC.
- Bonnetiaceae L.Beauvis. ex Nakai
- Clusiaceae Lindl. (= Guttiferae Juss.)
- Calophyllaceae J.Agardh
- Podostemaceae Rich. ex Kunth
- Hypericaceae Juss.
- Caryocaraceae Voigt
- Lophopyxidaceae H.Pfeiff.
- Putranjivaceae Meisn.
- Centroplacaceae Doweld & Reveal
- Elatinaceae Dumort.
- Malpighiaceae Juss.
- Balanopaceae Benth. & Hook.f.
- Trigoniaceae A.Juss.
- Dichapetalaceae Baill.
- Euphroniaceae Marc.-Berti
- Chrysobalanaceae R.Br.
- Humiriaceae A.Juss.
- Achariaceae Harms
- Violaceae Batsch
- Goupiaceae Miers
- Passifloraceae Juss. ex Roussel
- Lacistemataceae Mart.
- Salicaceae Mirb.
- Peraceae Klotzsch *
- Rafflesiaceae Dumort.
- Euphorbiaceae Juss. *
- Linaceae DC. ex Perleb
- Ixonanthaceae Planch. ex Miq. *
- Picrodendraceae Small
- Phyllanthaceae Martinov

Cinque di queste famiglie, Euphorbiaceae sensu stricto, Pandaceae, Phyllanthaceae, Picrodendraceae e Putranjivaceae, sono state segregate dalle Euphorbiaceae sensu lato.